# Lordiversity
Lordiversity je studiové album finské rockové skupiny Lordi. Vydáno bylo 26. listopadu 2021.

## Seznam skladeb

### CD 1 – Skelectric Dinosaur
1. „SCG Minus 7: The Arrival“
2. „Day Off Of The Devil“
3. „Starsign Spitfire“
4. „Maximum-O-Lovin'“
5. „The King On The Head Staker’s Mountain“
6. „Carnivore“
7. „Phantom Lady“
8. „The Tragedy Of Annie Mae“
9. „Blow My Fuse“
10. „...And Beyond The Isle Was Mary“

### CD 2 – Superflytrap
1. „SCG Minus 6: Delightful Pop-Ins“
2. „Macho Freak“
3. „Believe Me“
4. „Spooky Jive“
5. „City Of The Broken Hearted“
6. „Bella From Hell“
7. „Cast Out From Heaven“
8. „Gonna Do It (Or Do It And Cry)“
9. „Zombimbo“
10. „Cinder Ghost Choir“

### CD 3 – The Masterbeast From The Moon
1. „SCG Minus 5: Transmission Request“
2. „Moonbeast“
3. „Celestial Serpents“
4. „Hurricane Of The Slain“
5. „Spear Of The Romans“
6. „Bells Of The Netherworld“
7. „Transmission Reply“
8. „Church Of Succubus“
9. „Soliloquy“
10. „Robots Alive!“
11. „Yoh-Haee-Von“
12. „Transmission On Repeat“

### CD 4 – Abusement Park
1. „SCG Minus 4: The Carnival Barker“
2. „Abusement Park“
3. „Grrr!“
4. „Ghost Train“
5. „Carousel“
6. „House Of Mirrors“
7. „Pinball Machine“
8. „Nasty, Wild & Naughty“
9. „Rollercoaster“
10. „Up To No Good“
11. „Merry Blah Blah Blah“

### CD 5 – Humanimals
1. „SCG Minus 3: Scarctic Circle Telethon“
2. „Borderline“
3. „Victims Of The Romance“
4. „Heart Of A Lion“
5. „The Bullet Bites Back“
6. „Be My Maniac“
7. „Rucking Up The Party“
8. „Girl In A Suitcase“
9. „Supernatural“
10. „Like A Bee To The Honey“
11. „Humanimal“

### CD 6 – Abracadaver
1. „SCG Minus 2: Horricone“
2. „Devilium“
3. „Abracadaver“
4. „Rejected“
5. „Acid Bleeding Eyes“
6. „Raging At Tomorrow“
7. „Beast Of Both Worlds“
8. „I'm Sorry I'm Not Sorry“
9. „Bent Outta Shape“
10. „Evil“
11. „Vulture Of Fire“
12. „Beastwood“

### CD 7 – Spooky Sextravaganza Spectacular
1. „Scg Minus 1: The Ruiz Ranch Massacre“
2. „Demon Supreme“
3. „Re-Animate“
4. „Lizzard Of Oz“
5. „Killusion“
6. „Skull And Bones (The Danger Zone)“
7. „Goliath“
8. „Drekavac“
9. „Terror Extra-Terrestrial“
10. „Shake the Baby Silent“
11. „If It Ain't Broken (Must Break It)“
12. „Anticlimax“

## Obsazení
- Mr. Lordi
- Amen
- Hiisi
- Mana
- Hella